# KkStB 9 sorozatú szerkocsi
A kkStB 9 sorozatú szerkocsi egy szerkocsi sorozat volt az osztrák császári és Királyi Osztrák Államvasutaknál (k.k. österreichischen Staatsbahn, kkStB).
A kkStB ezt a szerkocsit 1900-ban a Floridsdorfi Mozdonygyárban készíttette mozdonyaihoz.

## Fordítás
- Ez a szócikk részben vagy egészben  a   kkStB Tenderreihe 9 című német Wikipédia-szócikk fordításán alapul.  Az eredeti cikk szerkesztőit annak laptörténete sorolja fel. Ez a jelzés csupán a megfogalmazás eredetét és a szerzői jogokat jelzi, nem szolgál a cikkben szereplő információk forrásmegjelöléseként.